# Suché Brezovo
Suché Brezovo (hongrois : Száraznyírjes) est un village de Slovaquie situé dans la région de Banská Bystrica.

## Histoire
La première mention écrite du village date de 1573.

## Démographie

### Évolution de la population
| Année:               | 1994. | 2004.    | 2014.    | 2024.    |
| -------------------- | ----- | -------- | -------- | -------- |
| Nombre de personnes: | 138   | 122      | 101      | 77       |
| Différence:          |       | -11,59 % | -17,21 % | -23,76 % |

| Année:               | 2023. | 2024.   |
| -------------------- | ----- | ------- |
| Nombre de personnes: | 78    | 77      |
| Différence:          |       | -1,28 % |